# 범박중학교
범박중학교(範朴中學校)는 대한민국 경기도 부천시 소사구에 있는 공립 중학교이다.

## 연혁
- 2022년 3월 2일 : 개교